# Công giáo tại Lào
Giáo hội Công giáo tại Lào là một bộ phận của Giáo hội Công giáo Hoàn vũ, dưới sự lãnh đạo trên tinh thần của Giáo hoàng ở Roma. Giáo hội Công giáo tại Lào được chính thức công nhận bởi Mặt trận Lào Xây dựng Đất nước.

## Tổ chức địa phận theo giáo luật
Tại Lào không có bất cứ giáo phận nào. Thay vào đó, Giáo hội Công giáo tại Lào bao gồm 4 hạt đại diện tông tòa, là phân cấp trước khi đủ điều kiện trở thành giáo phận, được cai quản với một Giám mục Hiệu tòa, dưới thuộc thẩm quyền trực tiếp của Tòa Thánh mà cụ thể là Bộ Loan báo Tin Mừng. Bốn hạt đại diện đó là:
- Hạt Đại diện Tông tòa Luang Prabang, lãnh đạo bởi Hồng y Louis-Marie Ling Mangkhanekhoun với tư cách là Giám quản từ năm 2017,
- Hạt Đại diện Tông tòa Pakse, lãnh đạo bởi Giám mục Andrew Souksavath Nouane Asa từ năm 2022,
- Hạt Đại diện Tông tòa Savannakhet, lãnh đạo bởi Giám mục Jean Marie Prida Inthirath từ năm 2010,
- Hạt Đại diện Tông tòa Viêng Chăn, lãnh đạo bởi Giám mục Anthony Adoun Hongsaphong từ năm 2025.

Mỗi Hạt Đại diện Tông Tòa được lãnh đạo bởi một vị Đại diện Tông Tòa và các vị này là thành viên của Hội đồng Giám mục Lào và Campuchia.
Tòa Thánh có giao chức vụ Khâm sứ Tòa Thánh tại Lào. Tuy nhiên, phái đoàn này đặt trụ sở tại Bangkok, thủ đô của nước láng giềng Thái Lan. Các chỉ dụ của Giáo hoàng dành cho Giáo hội Lào được trao cho vị Sứ thần Tòa Thánh tại Thái Lan, chính là vị Khâm sứ Tòa Thánh tại Lào.

## Lịch sử
Vào ngày 4 tháng 5 năm 1899, các Hạt Đại diện Tông Tòa Lào được thành lập trên lãnh thổ tách ra khỏi Hạt Đại diện Tông Tòa Đông Xiêm. Sau đó, lãnh thổ này vào ngày 21 tháng 12 năm 1950 được đổi tên thành Hạt Đại diện Tông Tòa Thare, hiện tại là Tổng giáo phận đô thành Thare và Nonseng - Thái Lan.
Hạt Đại diện Tông Tòa Lào bị chia cắt thành các địa phận trong hai thời điểm:
Ngày 14 tháng 6 năm 1938, chia tách thêm Hạt Phủ doãn Tông Tòa Viên Chăn, vào ngày 13 tháng 2 năm 1952, địa phận này được thăng làm Hạt Đại diện Tông Tòa Viêng Chăn
Vào ngày 21 tháng 12 năm 1950, Hạt Phủ doãn Tông Tòa Thakhek được thành lập và sau đó vào ngày 24 tháng 2 năm 1958, được thăng lên Hạt Đại diện Tông Tòa Thakhek, Ngày 26 tháng 11 năm 1963, được đổi tên thành Hạt Đại diện Tông Tòa Savannakhet.
Vào ngày 1 tháng 3 năm 1963, Hạt Đại diện Tông Tòa Luang Prabang được thiết lập dựa trên cơ sở chia tách từ Hạt Đại diện Tông Tòa Viêng Chăn.
Vào ngày 12 tháng 6 năm 1967, Hạt Đại diện Tông Tòa Pakse được thiết lập trên cơ sở chia tách ra khỏi Hạt Đại diện Tông Tòa Savannakhet.

## Tổng quan
Có khoảng 45.000 người Công giáo Lào, nhiều người trong số họ là người gốc Việt, tập trung ở các trung tâm đô thị lớn và các khu vực xung quanh dọc theo sông Mekong ở miền trung và miền nam của đất nước. Giáo hội Công giáo đã có mặt tại 5 tỉnh đông nam và trung tâm đông dân nhất, và người Công giáo có thể thờ phượng cách công khai.
Các hoạt động của Giáo hội Công giáo bị chi phối nhiều hơn ở miền bắc. Có bốn giám mục, hai giám mục ở Viên Chăn và những vị khác ở các thành phố Thakhek và Pakse. Một trong hai giám mục cư trú tại Viên Chăn giám sát Giáo phận Viên Chăn và chịu trách nhiệm về phần trung tâm của đất nước. Vị giám mục thứ hai tại Viêng Chăn là Giám mục Luang Prabang. Ông được phân công cai quản vùng phần phía bắc của đất nước, nhưng trong khi Chính phủ không cho phép ông đảm nhận chức vụ, ông đã được phép đi du lịch đến thăm các hội thánh nhà thờ ở phía bắc.
Tài sản của nhà thờ ở Luang Prabang đã bị tịch thu sau khi chính quyền Cộng sản Lào tiếp quản năm 1975, và không còn là nơi cư trú cho tu sĩ trong thành phố đó nữa. Một trung tâm đào tạo Công giáo không chính thức ở Thakhek đào tạo một số ít linh mục để phục vụ cộng đồng Công giáo. Một số nữ tu ngoại quốc tạm thời phục vụ trong Hạt Đại diện Tông Tòa Viên Chăn.